# Plaza Ñuñoa
Plaza Ñuñoa es una plaza y barrio conformado en el entorno de la misma, ubicado en avenida Irarrázaval en la comuna de Ñuñoa, en el oriente de la ciudad de Santiago de Chile. Se caracteriza por ser un importante polo cultural, gastronómico y bohemio, como también centro cívico y barrio residencial para sus habitantes. 
En el sector norte de la plaza se sitúa la Ilustre Municipalidad de Ñuñoa. En su entorno se encuentran algunos establecimientos educacionales importantes como el Liceo Experimental Manuel de Salas, el Colegio República de Costa Rica, el Colegio Instituto Santa María, el Colegio José Toribio Medina, el Liceo Bicentenario Industrial Chileno Alemán, y un poco más alejados se ubican el Campus Oriente de la Universidad Católica de Chile, el Campus Juan Gómez Millas de la Universidad de Chile y el Campus Macul de la Universidad Metropolitana de Ciencias de la Educación. 
Entre los locales comerciales más tradicionales del sector se encuentran Las Lanzas, El Dante, La Fuente Suiza, La Tecla y la Cervecería HBH. También se cuenta al Teatro de la Universidad Católica, y la discoteca de música en vivo La Batuta. En los últimos años se han sumado muchísimos restaurantes y bares al entorno, más aún con el Boulevard Plaza Ñuñoa inaugurado en 2012. A través de los años no sólo ha crecido en número de ofertas de entretenimiento y cultura, sino que también la zona ha experimentado un auge inmobiliario.
En la plaza se suele instalar la Feria del libro de Ñuñoa, así como también la Feria de Navidad, y las celebraciones municipales de Fiestas Patrias.
A 300 metros al oeste de la plaza se encuentra la estación Chile España de la Línea 3 del Metro de Santiago, inaugurada en enero de 2019.

## Historia

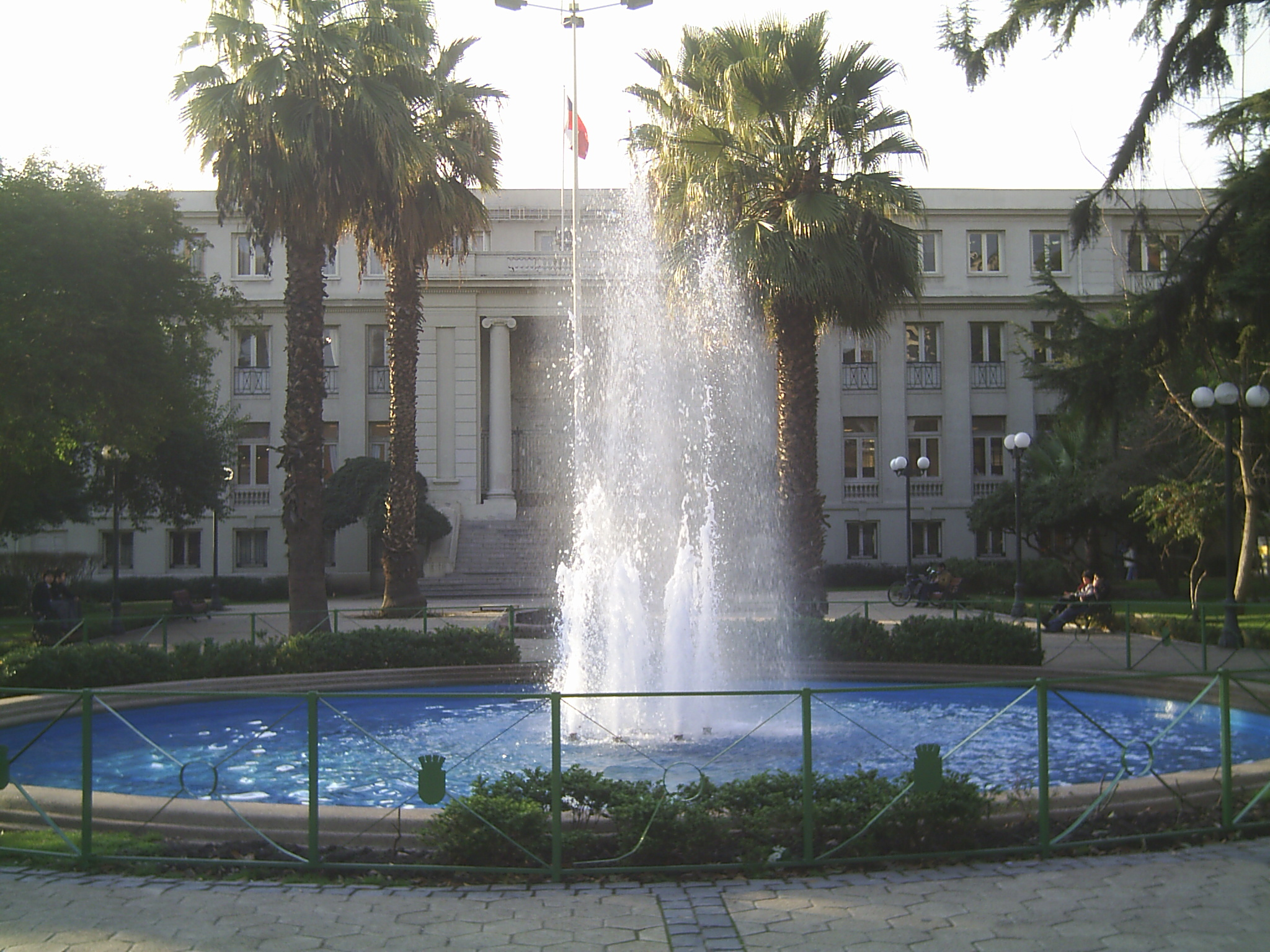
Fuente frente a la municipalidad.

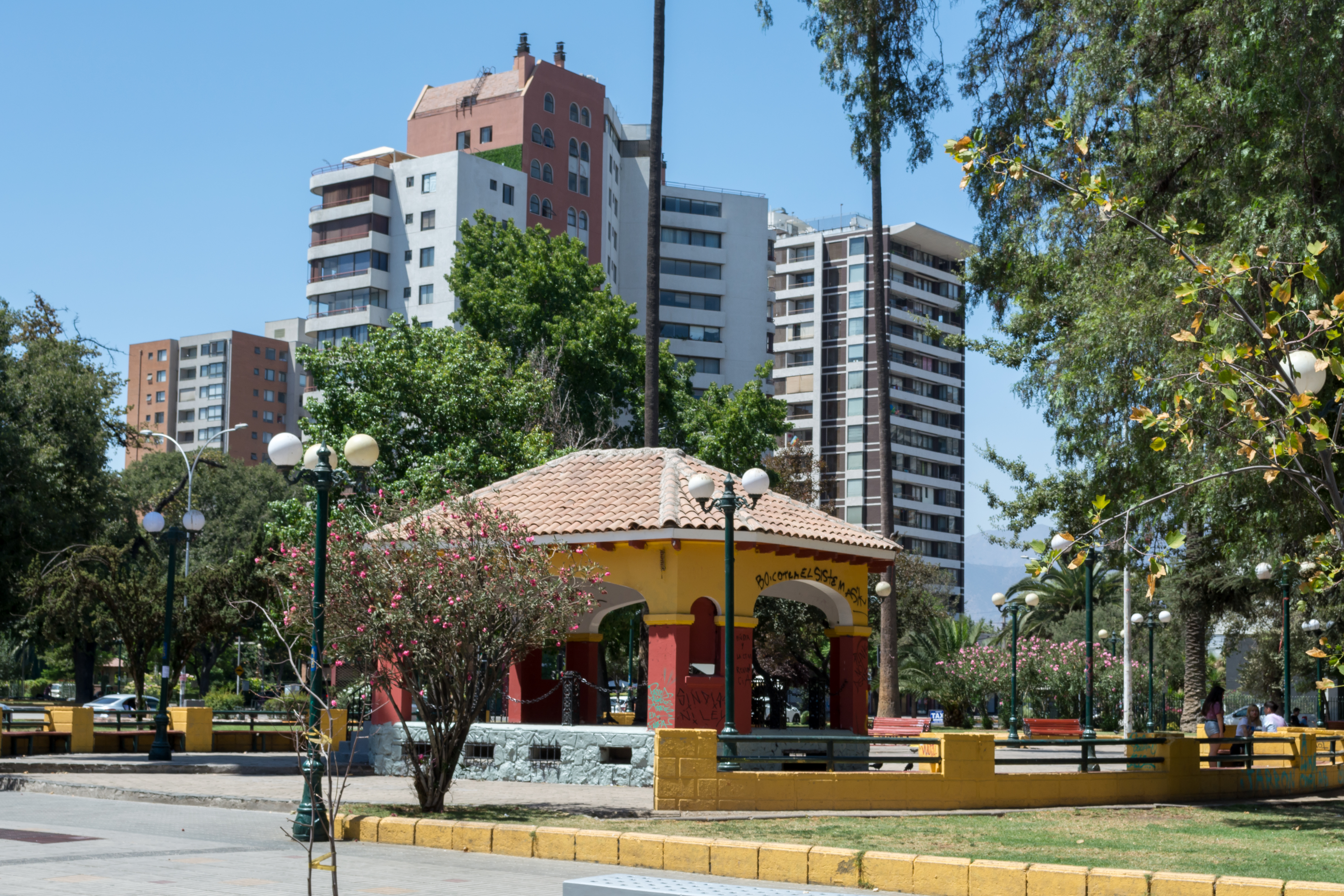
Tradicional pérgola de la Plaza Ñuñoa.

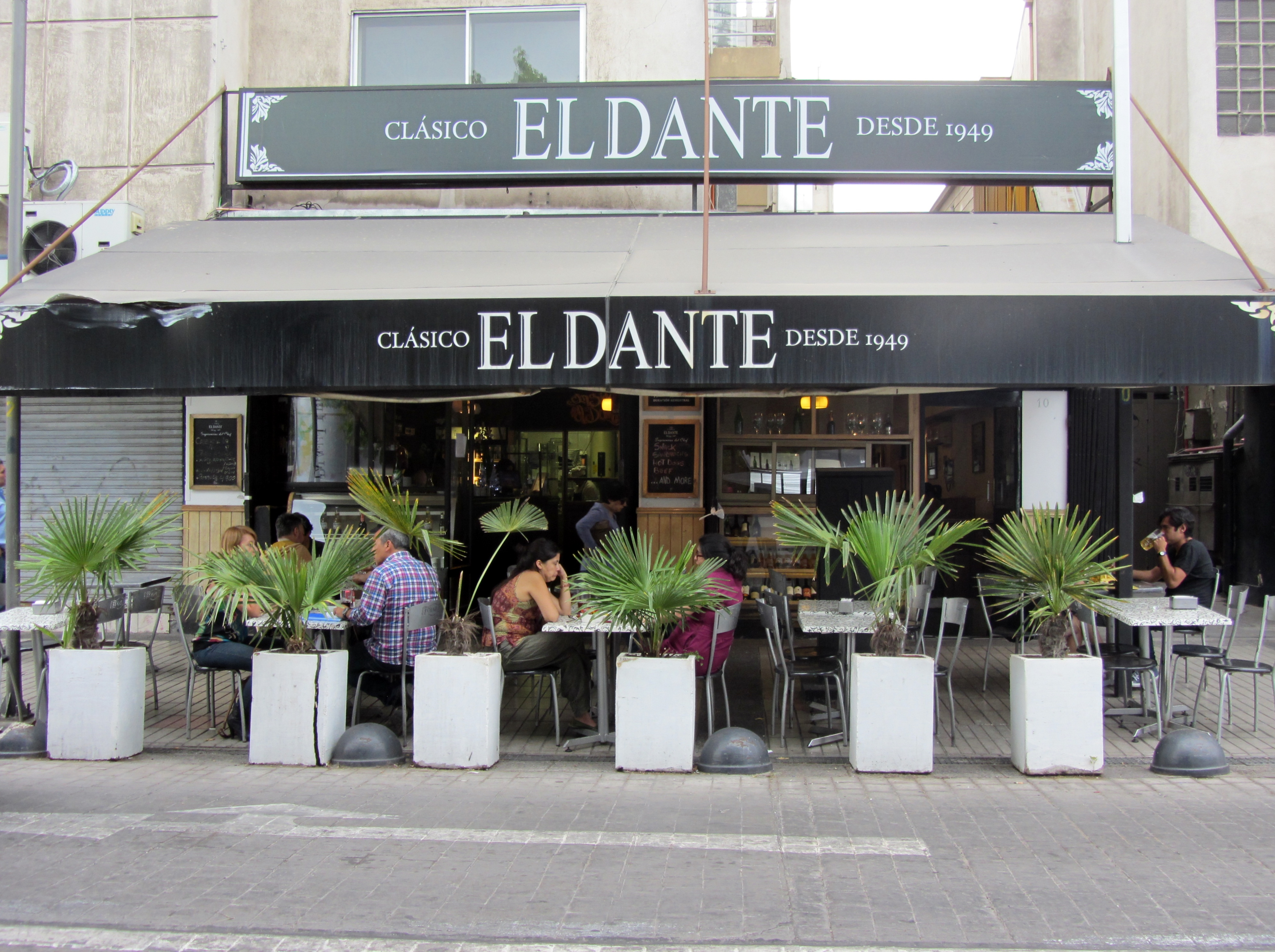
Bar Restorán "El Dante", local tradicional del sector en funcionamiento desde 1949.

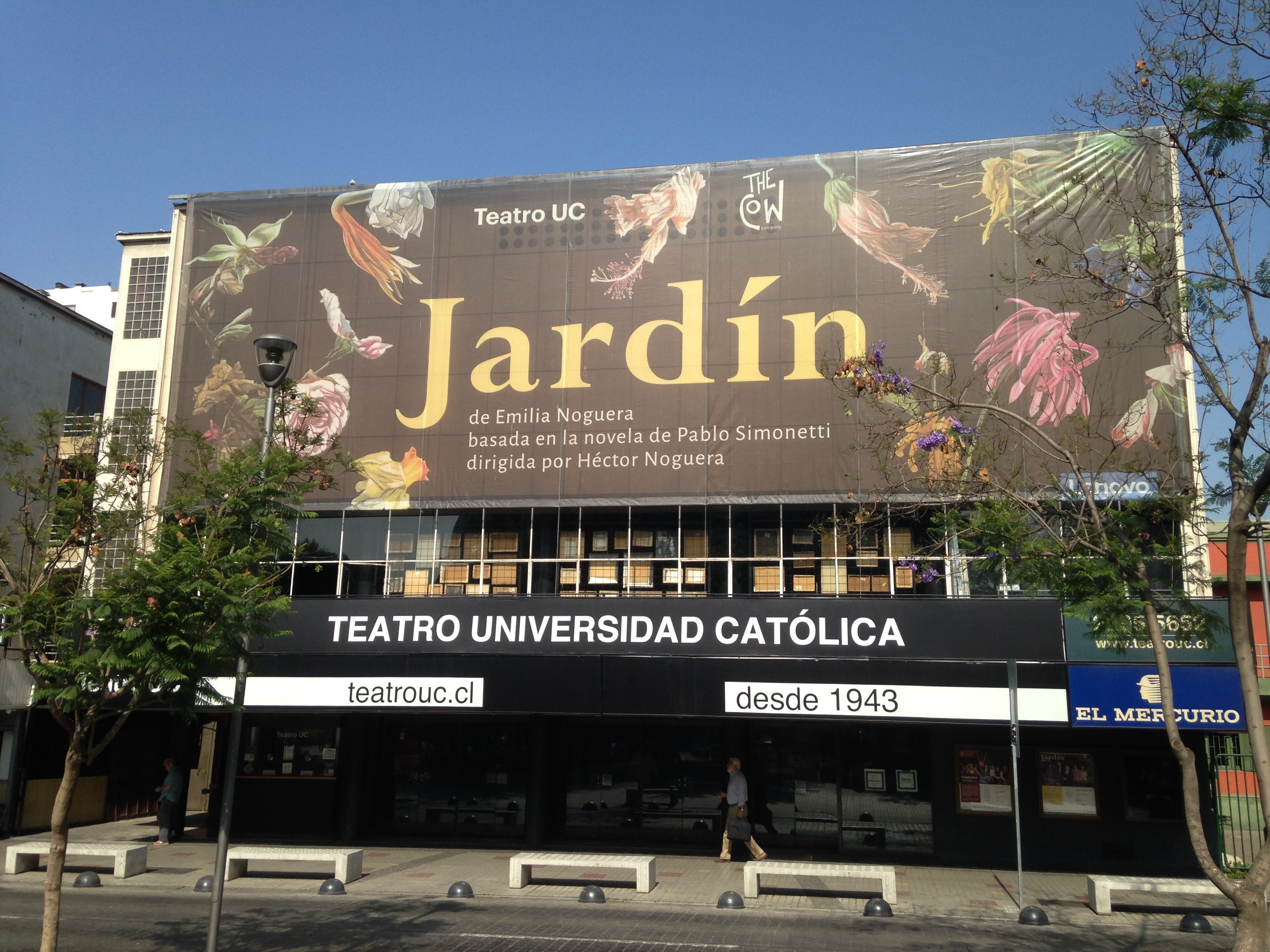
Teatro de la Universidad Católica, inaugurado en 1951 como cine "Dante", y en funcionamiento desde 1975 como "Teatro UC".

El origen de los terrenos de la plaza depende de su localización en relación con el antiguo camino de Ñuñoa o actual avenida Irarrázaval. Los terrenos al sur del camino de Ñuñoa son los más antiguos, pues su origen se remonta al primer siglo del período colonial. 
Existen antecedentes ya en el siglo XVII de la existencia de una modesta capilla en esta zona que posteriormente fue creciendo por la construcción de nuevos edificios anexos destinados al alojamiento de los religiosos encargados de ella. En 1801 el cura presbítero de Ñuñoa Enrique Buenaventura Camus compró un trozo de terreno adyacente a la capilla de aproximadamente 1,5 Ha a Gerónimo Bravo de Náveda y Arancibia, quien a su vez lo había recibido como donación de su primo Francisco Peraza y Arancibia en 1776. 
Por otra parte, la parte norte de la plaza deriva de la antigua chacra del conquistador Juan Zurbano. Este terreno originalmente de un área aproximada de 45 Ha fue adquirido por Francisco de Arancibia y Sánchez Briceño en 1717 de Ana de Abarca. 
Posteriormente, el terreno fue heredado por el ya mencionado Francisco Peraza, su sobrino, quien a su vez lo donó a su primo Gerónimo Bravo de Náveda y Arancibia. A inicios del siglo XIX la chacra de Zurbano estaba en manos de Diego Recabarren Jofré (esposo de Candelaria Bravo de Náveda, hija de Gerónimo) y luego de su fallecimiento sufriría una rápida fragmentación por venta de sus hijos a múltiples nuevos propietarios. 
Todavía subsisten dos palmeras sobresalientes en la vereda sur que son fiel testimonio de su lejano pasado. La llegada del trolley y algunos pequeños locales comerciales dieron mayor impulso a la zona, de la cual se desprendía en 1897 la comuna de Providencia.
Finalmente, la parte ubicada al norte de avenida Irarrázaval, sería adquirida por la municipalidad de Ñuñoa, transformándose desde 1945, en el solar del actual edificio Consistorial de la comuna. 
La importancia actual del barrio que rodea e incluye a la plaza, se establece desde fines de los años 60 con la densificación de la urbanización colindante, y la consolidación de espacios culturales como el cine Dante (actual Teatro UC) que se interconectaban con la naciente densificación del barrio Plaza Egaña. 
A partir de la década de los años 1980, el sector de Plaza Ñuñoa comienza a ser frecuentado por grupos de estudiantes e intelectuales en los pocos bares que había en la zona- entre los cuales se destacaba Las Lanzas-, así este espacio empezó a ser identificado como cultural y bohemio. En 1989 se inaugura la discoteca de música en vivo La Batuta, bastión de la música de los años 1990, donde tocarían grandes artistas del rock de la época como Fiskales Ad-Hok, La Ley, Los Tres, Fulano, Los Ex, Pánico, Divididos, Luís Alberto Spinetta y Charly García entre muchos otros, transformándose en el epicentro de la música en vivo santiaguina.

### SigloXXI

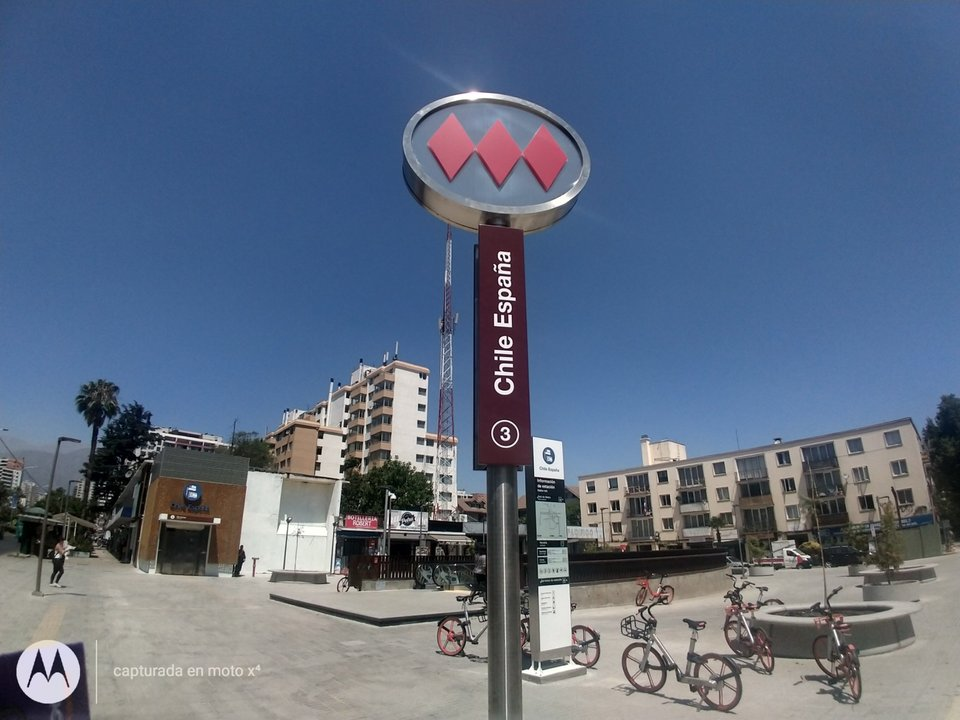
Estación de metro Chile-España, a 300 metros al poniente de la plaza.

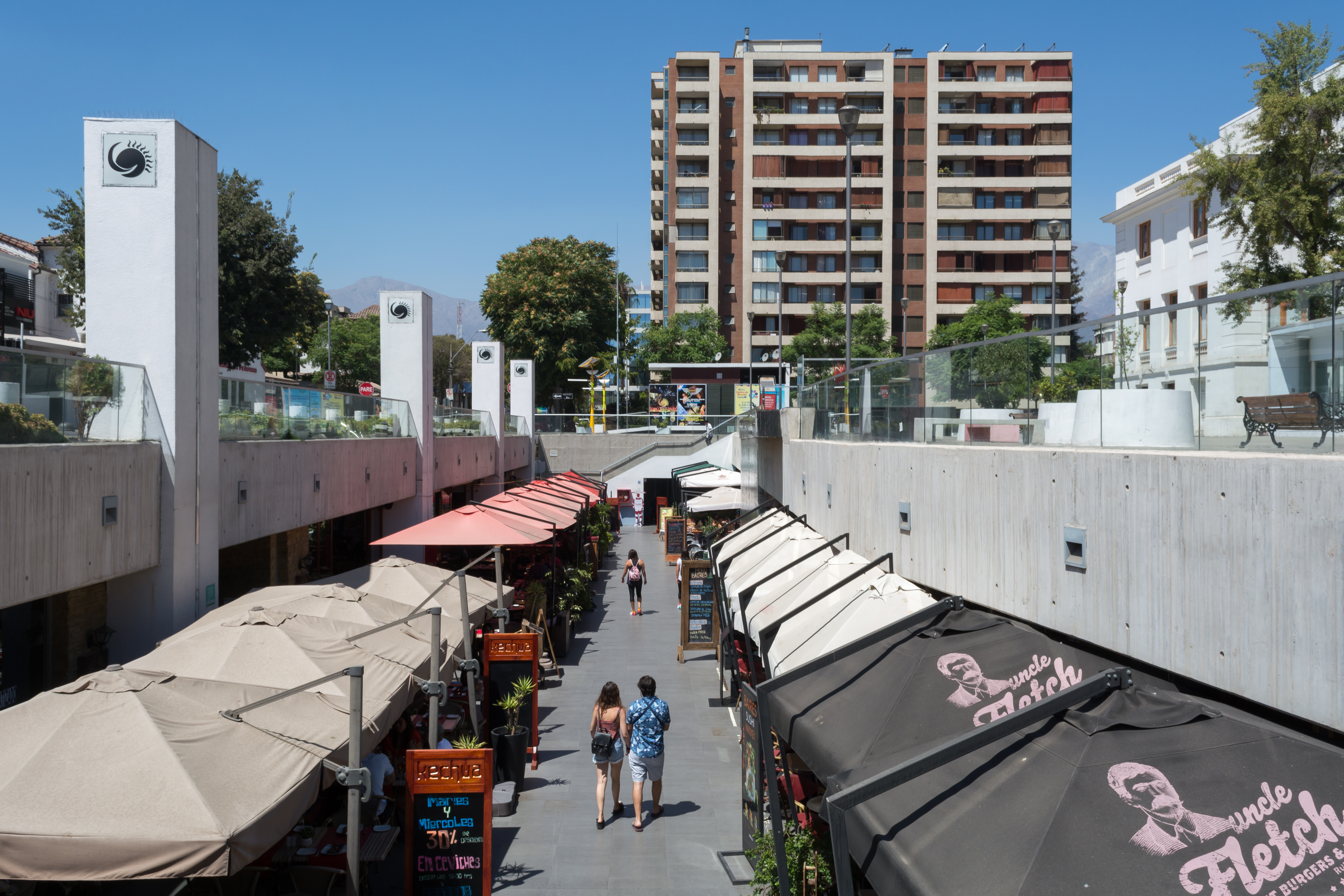
Boulevard Plaza Ñuñoa inaugurado en 2012 y ubicado en el sector norte.

Desde los años 1990 comienza una acelerada transformación del barrio, fruto de una expansión de su oferta tanto inmobiliaria como de turismo cultural. A partir de los años 2000 empezó el auge de las construcciones de altura y fueron desapareciendo casas alrededor. El sector conformado por las calles Jorge Washington y Plaza J. Walker, fue testigo desde el año 2003 de una continua construcción de edificios en altura. Esta situación determinó que en la regulación 2006-2007 se bajaran los permisos a un máximo de ocho pisos. El precio del metro cuadrado aumentó considerablemente desde ese período.
En 2012, se inauguró el Boulevard Plaza Ñuñoa. A esta edificación ubicada en la calle Diecinueve de Abril, detrás del edificio Consistorial de la municipalidad (en el lado norte de la plaza), se le puede describir como un espacio gourmet que llegó para renovar la ya amplia oferta disponible en el sector, la cual fue concebida con distintos pubs para ir a comer y beber- tanto cervezas artesanales como cócteles de autor-, dónde se dispone de un parque subterráneo con capacidad para 320 estacionamientos. Esta propuesta arquitectónica logró mucho éxito, y atrajo también a habitantes de otras comunas, consolidando a Plaza Ñuñoa como un barrio gastronómico y bohemio de la ciudad.
En 2018, salió a la luz pública el excesivo consumo de drogas y alcohol que cada noche se estaba experimentando en la parte sur del barrio, producto de su masificación (en contraste con el ambiente de sano esparcimiento, que se ha preservado en el lado norte del sector). En el mismo año se inaugura el Hotel Plaza Ñuñoa, el primer hotel chileno dedicado al enoturismo.

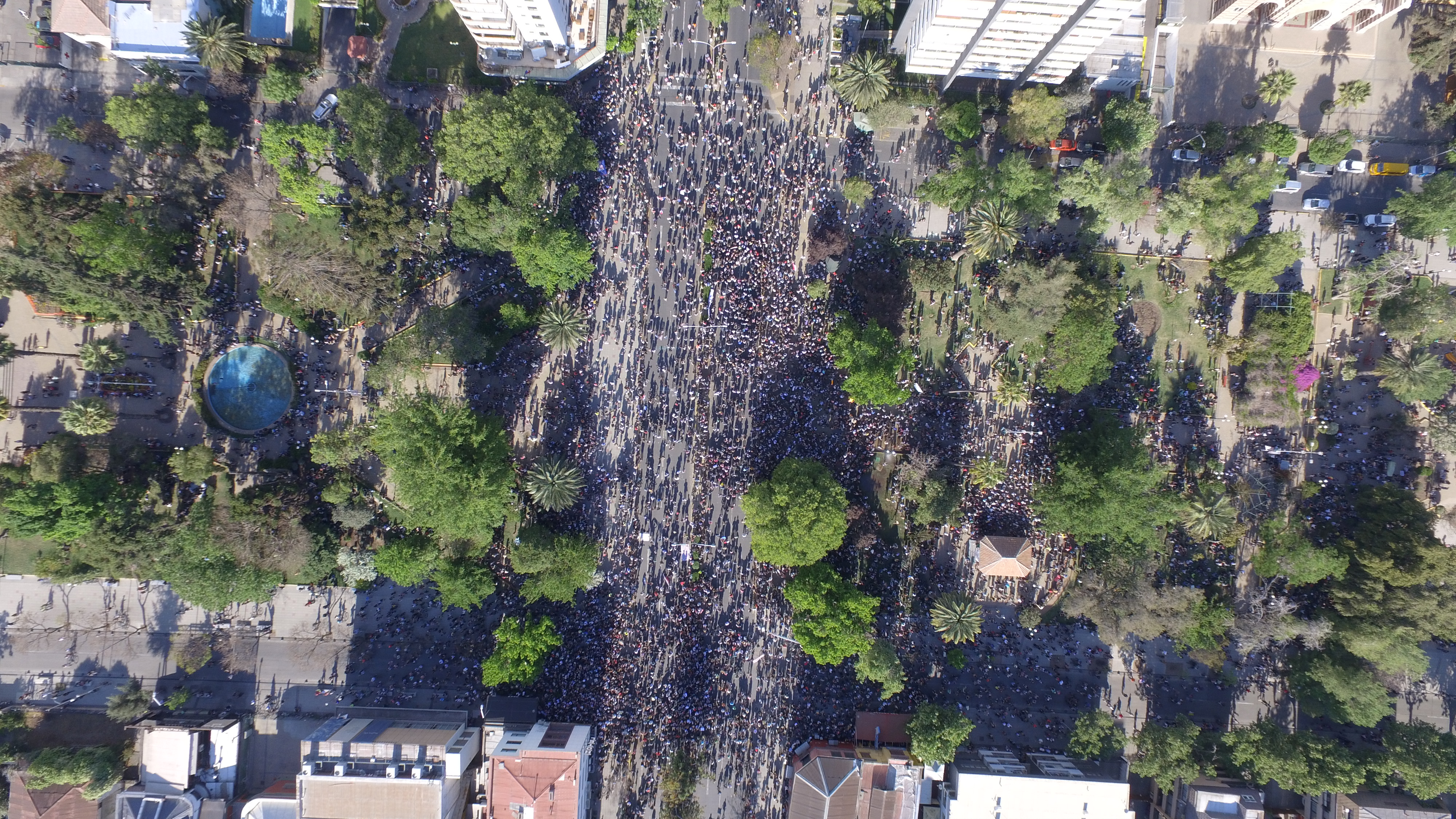
Durante las manifestaciones de octubre de 2019.

En enero de 2019 se inaugura la Línea 3 del Metro de Santiago, cuya estación Chile España se encuentra a 300 metros al oeste de la plaza, mejorando así la conectividad con el resto de la ciudad, junto con generar un mayor desarrollo comercial en avenida Irarrázaval entre la estación y la plaza.
Durante las manifestaciones de octubre de 2019 la plaza se transformó en unos de los principales centros de protesta del sector nororiente de Santiago. Si bien existieron algunos daños menores en la infraestructura del sector, fueron manifestaciones en general pacíficas y familiares, en comparación a otras protestas de la ciudad. Durante las elecciones presidenciales de 2021 también fue usada como centro de celebraciones de los adherentes de Gabriel Boric.

## Sectores
Algunos puntos del sector de Plaza Ñuñoa que se destacan por diferentes motivos son:
- Plaza Ñuñoa: Trata de las calles que rodean a la plaza en su lado norte y sur. En este perímetro conviven distintas edificaciones en un programa armonioso junto a las actividades del sector.
- Jorge Washington/Plaza Melvin Jones: Desde el año 2003, este punto ha sido testigo de una construcción en cadena de edificios en altura provocando una serie de discusiones que han terminado con el congelamiento de nuevos permisos de edificación 2006-2007 y la presentación de un nuevo plan regulador. Abarcando hasta la vereda oriente de la avenida Chile España, esta zona combina edificaciones de altura con pubs y restoranes.
- Simón Bolívar/Presidente José Batlle y Ordóñez: Esta zona aún mantiene un sello residencial junto a un perfil homogéneo; hay un tradicional pequeño polo comercial. Se anexa a los barrios residenciales al nororiente y oriente de la comuna.